# Sacho
Sacho is een dorp in Kenia, in het district Baringo, gelegen in de provincie Bonde la Ufa. Het ligt aan de weg van Kabarnet naar Eldama Ravine 15 km ten zuiden van Kabarnet en 10 km ten noorden van Tenges.
Sacho is de hoofdplaats van Sacho, een divisie van het district Baringo. Sacho heeft een inwoneraantal van 11.856 (peildatum 1999). Sachoe omvat de volgende plaatsen: Chepkerwo, Kabasis, Kibonjos, Sacho Mosop en Sacho Soi. 

## Geboren
- Daniel arap Moi (1924-2020), tweede president van Kenia (1978-2002)